# Coupe d'Irlande de football 1943-1944
Navigation
Édition précédente Édition suivante
La Coupe d'Irlande de football 1943-1944, en anglais The Football Association of Ireland Challenge Cup, est la 23e édition de la Coupe d'Irlande de football organisée par la Fédération d'Irlande de football. La compétition commence le 26 février 1944, pour se terminer le 16 avril 1944. Les Shamrock Rovers remporte pour la neuvième fois la compétition en battant en finale le Shelbourne Football Club. 

## Organisation
La compétition rassemble seulement huit clubs. Ils évoluent tous dans le championnat d'Irlande. La formule de l'épreuve s'adapte au faible nombre de participants puisque les matchs du premier tour et les demi-finales se disputent avec des rencontres aller-retour et non plus sur élimination directe sur un tour.

## Premier tour
Les matchs se déroulent les 26 et 27 février 1944 pour les matchs aller, les 4 et 5 mars pour les matchs retour. 
| Équipe 1              | Score | Équipe 2               | Aller | Retour |
| --------------------- | ----- | ---------------------- | ----- | ------ |
| Bohemian FC           | 3-5   | Drumcondra FC          | 2-4   | 1-1    |
| Dundalk FC            | 5-2   | Cork United            | 5-1   | 0-1    |
| Shamrock Rovers       | 7-3   | Limerick Football Club | 5-1   | 2-2    |
| Saint James's Gate FC | 2-6   | Shelbourne FC          | 1-3   | 1-3    |

## Demi-finales
Les matchs se déroulent les 25 et 26 mars 1944 pour les matchs aller et 1er et 2 avril pour les matchs retour. Tous les matchs se déroulent à Dalymount Park à Dublin.
| Première demi-finale, match aller | Shamrock Rovers Football Club | 2-0 | Drumcondra Football Club | Dalymount Park, Dublin |  |
| 25 mars 1944                      | Tommy Eglington · Paddy Coad  |     |                          |                        |  |

| Première demi-finale, match retour | Drumcondra Football Club | 2-5 | Shamrock Rovers Football Club | Dalymount Park, Dublin |  |
| 2 avril 1944                       | McNamara · Ward          |     | Paddy Coad · Bobby Rogers     |                        |  |

Les Shamrock Rovers remportent la demi-finale 7 buts à 2 sur l'ensemble des deux rencontres.
| Deuxième demi-finale, match aller | Dundalk Football Club | 1-1 | Shelbourne Football Club | Dalymount Park, Dublin |  |
| 26 mars 1944                      | D. Flanagan           |     | Joue 'Barreler' Cassidy  |                        |  |

| Deuxième demi-finale, match retour | Shelbourne Football Club    | 3-1 | Dundalk Football Club | Dalymount Park, Dublin |  |
| 1 avril 1944                       | Sid Walsh · Mick McCluskley |     | Barlow                |                        |  |

Shelbourne remporte la demi-finale 4 buts à 2 sur l'ensemble des deux rencontres.

## Finale
La finale a lieu le 16 avril 1944. Elle se déroule devant 34 080 spectateurs rassemblés dans le Dalymount Park à Dublin. Les Shamrock Rovers remportent leur neuvième Coupe d'Irlande. Les Rovers battent en finale le Shelbourne Football Club.
| Finale       | Shamrock Rovers Football Club | 3-2     | Shelbourne Football Club | Dalymount Park, Dublin                                |                                                       |
| 1 avril 1944 | Bobby Rogers 8e · Eddie Gannon 19e (csc) · Liam Crowe 40e                                                                                                  | (3-1)   | Willie Fallon 18e · Mick McCluskley 80e | Spectateurs : 34 080 Arbitrage : P. Finnegan (Dublin) | Spectateurs : 34 080 Arbitrage : P. Finnegan (Dublin) |
| 1 avril 1944 | Larry Palmer; Joe Nolan, Mattie Clarke, Matt Doherty, Charlie Byrne, Peter Farrell, Mickey Delaney, Paddy Coad, Liam Crowe, Bobby Rogers, Tommy Eglington. | Équipes | Fred Kiernan, Arthur Whelan, Jimmy Olphert, Eddie Gannon, Paddy Kinsella, Charlie Mullally, Billy Kennedy, Joe 'Barreler' Cassidy, Mick McCluskey, Sid Walsh, Willie Fallon. | Spectateurs : 34 080 Arbitrage : P. Finnegan (Dublin) | Spectateurs : 34 080 Arbitrage : P. Finnegan (Dublin) |